# Levante camponês de 1932 em El Salvador
Levante camponês de 1932 em El Salvador foi uma série de protestos e revoltas de camponeses e indígenas nativos ocorridas no país, em virtude da desigualdade econômica e social reinante em El Salvador nas primeiras décadas do século XX, que terminou causando um  etnocídio na nação.. 
Após a independência de El Salvador, governos sucessivos foram propiciando a criação de um sistema desigual, o qual deixava longe do progresso os povos nativos dos territórios do Senhorio de Cuzcatlán (Señorío de Cuzcatlán). El Salvador, em uma profunda crise econômica devido a queda dos preços do café e a crise de 1929, enfrentou uma onda de revoltas contra o sistema desigual de posse da terra, que se agravaram com as reformas presidenciais que retiraram dos camponeses suas terras para dar aos grandes latifundiários. Camponeses e índios se revoltaram contra o governo e atacaram instalações militares no oeste do país, coincidindo com uma rebelião organizada pelo Partido Comunista Salvadorenho (PCS), depois de perder as eleições que posteriormente acusaram de terem sido fraudulentas.
O resultado foi uma resposta militar do governo de Maximiliano Hernández Martínez, que ordenou a execução de qualquer um que se levantasse contra o regime. Alguns autores estimam uma cifra próxima de 25.000 mortes  Até hoje, se segue comemorando os feitos como um dos episódios mais emblemáticos e determinantes na história de El Salvador, por suas seqüelas políticas, econômicas e, sobretudo, culturais.

## Antecedentes
Após a chegada dos espanhóis ao território salvadorenho, a situação econômica e social dos nativos se caracterizou pela constante decadência das condições de vida, o que aumentou nos anos próximos à independência do país .
O desconforto social em El Salvador havia crescido ao longo de toda a década de 1920 devido ao abuso dos políticos e da grande disparidade entre latifundiários e camponeses , produto das políticas implementadas em grandes latifúndios. O desconforto foi agravado pela grande queda nos preços do café e o aumento do desemprego; é importante ter em conta que durante as duas últimas décadas do século XIX e as três primeiras décadas do século XX, a economia salvadorenha foi sustentada com o cultivo de café, de modo que esse período é conhecido como a "república cafeeira". Nesse sentido, a queda nos preços do café significou demissões em massa de camponeses e o fechamento de vários latifúndios, o que levaria a uma profunda crise econômica .

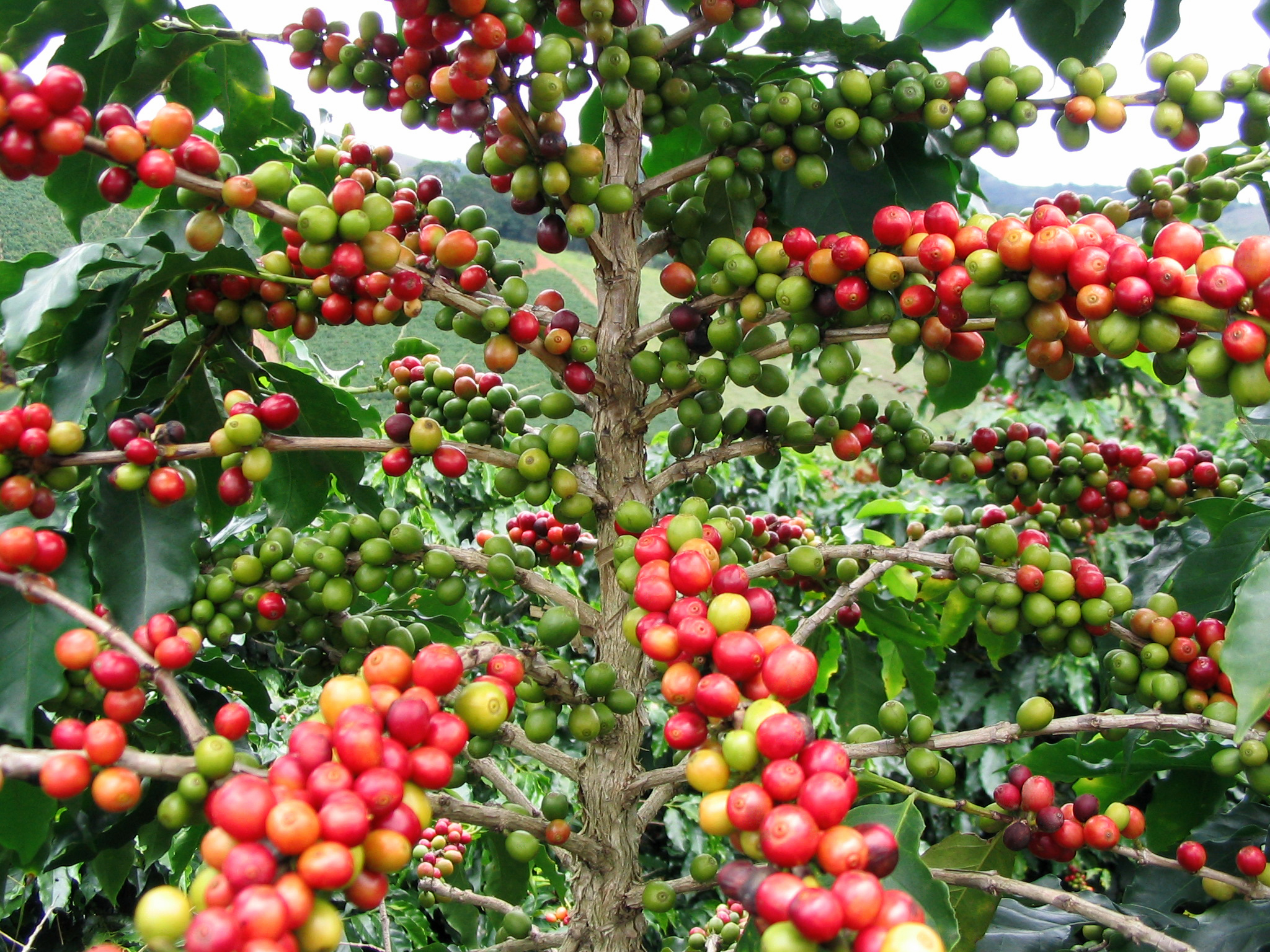
Os grãos de café, principal produto agrícola de El Salvador entre 1880 e 1920.

O setor cafeeiro nacional tinha crescido devido à acumulação de riqueza por um pequeno grupo de fazendeiros e comerciantes  que, aproveitando-se do negócio do café, tinham acumulado uma grande quantidade de terra, empregando agricultores, muitos deles índios . No entanto, deve-se ter em conta que o emprego oferecido pelos fazendeiros agricultores foi se convertendo em exploração, já que o salário era muito baixo e o tratamento dos camponeses era despótico . Até o final de 1930, o pagamento nos latifúndios consistiu de duas tortas (tortillas) e duas colheres de sopa de feijão no início e no final do dia . Para piorar a situação, as fichas (moeda local) com que se pagava nos latifúndios só podiam ser trocadas por mercadorias na loja, que pertencia ao mesmo dono do cafezal, por isso existindo monopólios locais que encareciam os alimentos. Estima-se que a alimentação na época de um jornaleiro não superava o custo de US$ 0,01 por dia , fazendo com que os benefícios dos agricultores fossem bastante consideráveis. De fato, para 1924, a produção total de café variava entre 32 e 53 milhões de quilos. O preço por cada quintal (46 Kg), oscilava entre 42,55 colones; o cálculo dos custos de produção para um quintal era de 13 colones, dos quais dois estavam nas mãos do trabalhador, uma ia para os cofres do Estado, um aos vendedores de insumos e nove aos grandes latifundiários .
O valor que o latifundiário dava ao trabalhador era muito baixo, segundo declarado em 5 de fevereiro de 1932 pelo encarregado da delegação estadunidense em San Salvador, W. J. McCafferty, em uma carta dirigida ao governo explicando a situação em El Salvador, onde ele afirmou que um animal de trabalho tinha mais valor que um trabalhador porque a demanda era alta e seu valor comercial deixava melhores dividendos . McCafferty relatou, a partir de seu ponto de vista, tudo o que aconteceu ao governo estadunidense .

Por outro lado, a situação económica mundial provocada pela crise de 1929 estimulou a falta de oportunidades em países como El Salvador, ao ponto de marcar os anos de menor progresso no país na primeira metade do século XX . Embora a crise afetasse toda a população do país (e de quase toda a América Latina) , no oeste de El Salvador, a crise foi mais aguda, já que as políticas dos presidentes Pío Romero Bosque e Arturo Araujo tinham levado a quase completa espoliação das terras para latifundiários locais , causando grande desconforto, o qual se unia as acções militares que de maneira tácita amendrontavam os camponeses para que se abstivessem de protestar. Esta área estava densamente povoada por índios de origem pipil . Os índios, sistematicamente separados do escasso progresso econômico, tentaram obter ajuda das autoridades reconhecidas pela sua centenária tradição hierárquica. Embora a lei não desse quaisquer regalias ou reconhecimento oficial para os chefes indígenas (caciques), os índios respeitavam e obedeciam a sua autoridade . Por outro lado, a classe política tinha procurado uma aproximação com os chefes indígenas para conseguir o apoio de seus governados em eleições e consultas populares, pela qual teriam alguma possibilidade de serem ouvidos pelas autoridades governamentais .
Para aliviar a crise econômica, os índios se organizaram em associações de cooperação, através dos quais davam emprego aos índios desempregados que, em troca, colaboravam com as festividades católicas. Os encarregados de dirigir as ditas associações eram os caciques, que representavam os desempregados diante das autoridades e supervisionavam o trabalho realizado . Feliciano Ama, por exemplo, um dos caciques mais ativos e estimados pela população indígena ; tinha feito gestões de ajuda econômica com o presidente Romero, em troca de colaboração na sua candidatura. Por outro lado, a crise aprofundou-se pelo conflito permanente entre os povos indígenas e os habitantes da área que não pertenciam a sua etnia . Obviamente, os povos "não-indígenas" estavam melhor relacionadas com o governo urbano e, portanto, quando ocorriam revoltas ou combates, o exército prendia os líderes indígenas e os condenava à morte.
Outro elemento que precedeu a revolta dos camponeses foi a instabilidade política do país. Durante as eleições de 1931, foi eleito Arturo Araujo, que reduziu os salários em mais de 54% . Depois de várias acções de rebelião militar, o presidente Arturo Araújo foi derrubado e substituído por um diretório cívico ; logo depois se deu a chegada ao poder do general Maximiliano Hernández Martínez em dezembro de 1931, o qual marcou o início do período que é conhecido como "ditadura militar" . A gestão de Hernández Martínez foi caracterizada pela severidade de suas leis e de suas decisões judiciais. A pena para o roubo era a amputação de uma mão, por exemplo . Martínez fortaleceu as forças de segurança e se mostrou especialmente agressivo em matéria de rebeliões, decretando a morte para qualquer um que se levantasse contra o regime . Gozava de grande popularidade, tanto que até à data, algumas pessoas aprovavam suas medidas em matéria de segurança; muito pouco se escreveu de tal sentimento popular, mas é facilmente verificável ao conversar com as pessoas idosas que viveram sua gestão. Seus mais fiéis defensores foram empregados diretos, tal como o caso do empresário Luis Escalante Arce, que serviu como ajudante de uma das secretarias de Estado durante a gestão de Hernández Martínez .

## Personagens do conflito
Antes dos eventos de maior magnitude, se acumularam acontecimentos e situações que finalmente teriam um impacto direto sobre o conflito.  Por um lado, o exército salvadorenho estava organizado para repelir qualquer levante. Os camponeses (indígenas e não indígenas), começaram a se levantar contra as autoridades locais de forma desordenada; por outro lado, o PCS realizava atividades a nível oficial que iria levá-los a serem incluídos no levante.

### O exército salvadorenho em 1932
O exército foi organizado em regimentos de infantaria, artilharia, metralhadoras e cavalaria. As armas mais utilizadas foram os fuzis Mauser de fabricação alemã. Naquela ocasião, o papel da força aérea não foi determinante, visto que sua participação se limitou a tarefas de reconhecimento. O exército estava sob as ordens diretas do presidente da república e tinha por objetivo fundamental a defesa do Estado. As forças de segurança eram a Polícia Nacional (PN), a Guarda Nacional (GN) e a Polícia da Fazenda (hacienda) (PH), as quais haviam sido treinadas por pessoal militar espanhol.
Os militares que foram designados para liderar o exército no conflito foram:
| Patente | Nome                    | Tarefa executada                                                                          |
| General | José Tomás Calderón     | Comandante da força expedicionária responsável de remover os rebeldes das áreas afetadas. |
| Coronel | Osmín Aguirre y Salinas | Encarregado de capturar Farabundo Martí.                                                  |
| Coronel | Salvador Ochoa          | Responsável por evitar a tomada de Santa Tecla.                                           |
| Major   | Saturnino Cortez        | Comandante da GN encarregado de recuperar Tacuba.                                         |

### Levantes camponeses prévios
Dadas as circunstâncias de pobreza e desigualdade, alguns dos camponeses destituídos de suas terras e submetidos a trabalhos mal remunerados começaram a se rebelar contra os latifundiários e contra as autoridades. O início foi de maneira individual, o qual facilitava que as autoridades detivessem ou ameaçassem aos rebeldes. Os grandes latifundiários estavam fortemente ligados às autoridades militares, as quais a defesa dos latifúndios eram feitos por forças oficiais de segurança.
Depois de várias prisões, os camponeses iniciaram um processo de organização de baixo perfil, ou seja, com um objetivo comum, mas sem nenhum modelo hierárquico; neste contexto, os esforços seguiam sendo isolados e dispersos, facilmente sufocados pelas forças de segurança, que prendiam os rebeldes e os colocavam a disposição das autoridades, que os condenava posteriormente ao paredão de fusilamento ou a forca. Não existem dados sobre o número de execuções levadas a cabo nas últimas semanas antes do levante geral; todavia, se sabe que foram condenados muitos dos líderes camponeses assim como os funcionários públicos que colaboraram de alguma forma com eles.

### Atividades do partido comunista

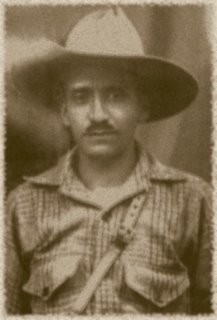
Agustín Farabundo Martí, líder do Partido Comunista
Salvadoreño e fusilado pelo governo de Hernández Martínez.

Paralelamente aos conflitos entre índios, camponeses, latifundiários e autoridades, a atividade do PCS consistia na distribuição de panfletos, registro de novos membros e realização de amplas concentrações. As atividades eram alimentadas pela frustração das promessas não cumpridas de governos e partidos políticos. Os líderes comunistas, liderados por Agustín Farabundo Martí, tinham construído uma organização política que, por um lado carecia de uma estrutura bem definida, por outro não conseguia a simpatia de parte da população, ao levar ao âmbito político as necessidades mais sensíveis do setor menos protegido de El Salvador. Após o golpe de Estado de 1931, a imprensa teve maior liberdade de expressão de idéias, o que permitiu ao PCS multiplicar seu poder por meio de seus meios de divulgação revolucionários.
Tendo em vista que não tinham um plano de governo definido, os líderes do PCS se propuseram a participar das eleições municipais convocadas para o dia 3 de janeiro de 1932 e as legislativas de 10 e 12 do mesmo mês, para as quais inscreveram seus candidatos.
Os processos eleitorais da época estavam submetidos a sérias críticas, uma vez que, para se inscrever nos cartórios eleitorais tinha que se declarar diante das autoridades a intenção de voto. Tal prática reduzia a participação democrática já que semeava o medo entre os eleitores e favorecia de ampla forma os candidatos oficiais.
Junto com os comícios, as acusações de fraude cresceram a tal ponto que levaram a liderança comunista a perder a fé nos processos eleitorais e tomar o caminho do levante. Planejaram o levante para meados de janeiro de 1932, incluindo no plano militares simpatizantes da causa comunista. Antes da rebelião, a polícia prendeu o líder do PCS, Farabundo Martí, e os líderes de grupos estudantis universitários, Alfonso Luna e Mario Zapata. Deles se apreenderam documentos que provavam os planos da insurreição, os quais foram usados posteriormente em julgamentos militares.
Apesar do golpe moral e organizacional sofrido pelo PCS, a insurreição não foi cancelada. A liderança comunista foi se reintegrando aos planos originais, na medida em que crescia a possibilidade de realizar-los. Ao final do mês de janeiro de 1932, a situação nacional tomou características caóticas; as forças de segurança arrasavam com qualquer grupo ou indivíduo que se envolvesse em atos subversivos ou revolucionários. Enquanto que o PCS realizava seu levante, os índios do ocidente se lançaram contra o regime em protesto por suas pobres condições de vida; a coincidência (por casualidade ou por coordenação) das datas entre ambos os levantes, fizeram que as forças armadas dessem igual tratamento para ambos os movimentos. Após os eventos de finais de janeiro, Martí, Luna e Zapata foram submetidos a um conselho de guerra e condenados a morte. A sentença foi executada em 1 de fevereiro de 1932.

## O levante camponês

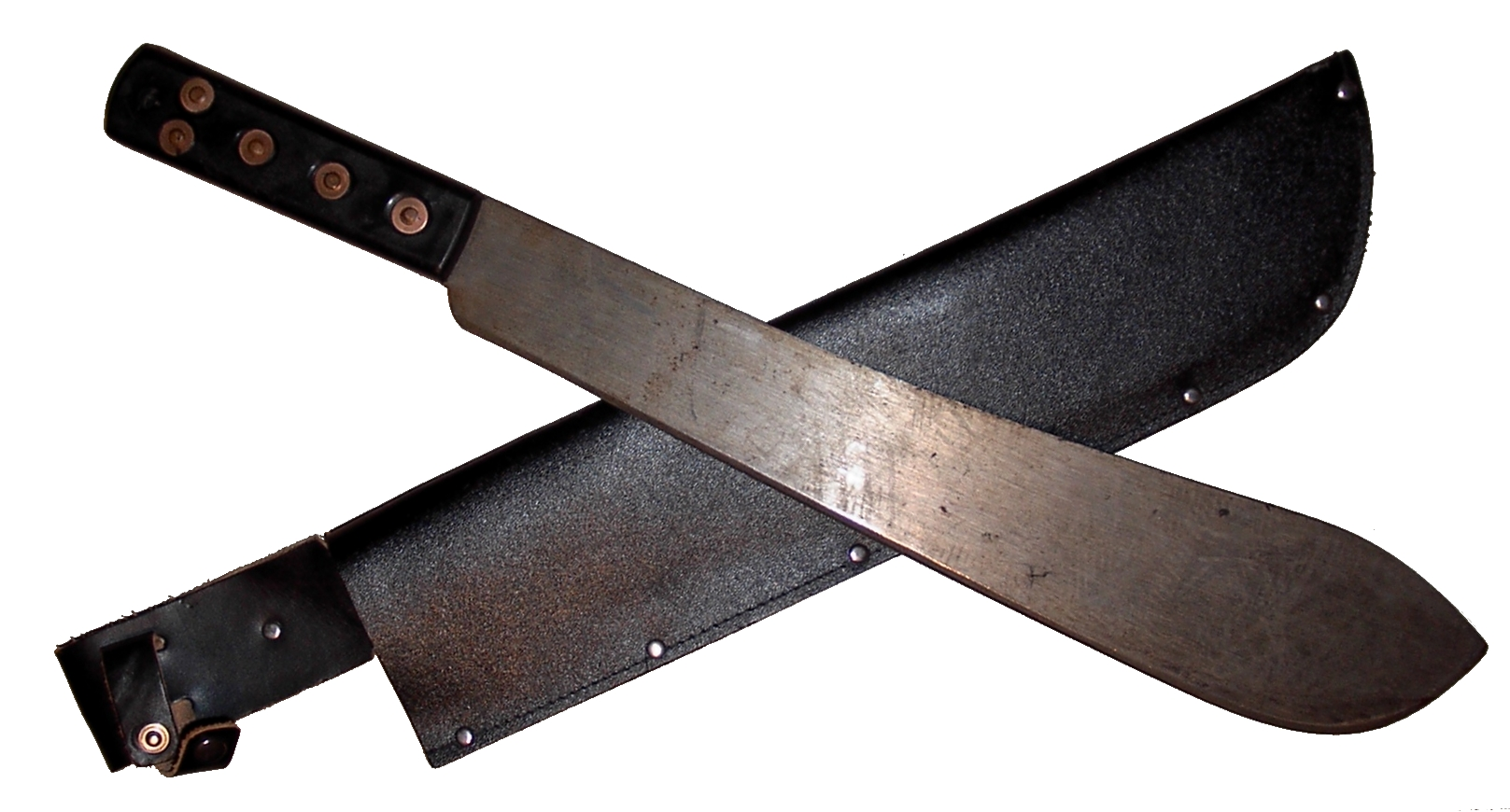
Facões, armas usadas pelos camponeses em 1932.

Nas últimas horas do dia 22 de janeiro de 1932, milhares de camponeses da zona ocidental do país se lançaram em rebelião contra o regime. Armados principalmente de facões, atacaram as terras dos grandes latifundíários e vários quartéis, obtendo o controle de alguns povos como Juayúa, Nahuizalco, Izalco e Tacuba. Por outro lado, quartéis como os de Ahuachapán, Santa Tecla e Sonsonate resistiram ao ataque e se mantiveram ao serviço do governo nacional. Os assassinatos realizados pelos rebeldes camponeses foram de vinte civis e trinta militares.
Segundo o testemunho de Alberto Shul, habitante de Nahuizalco, "tinham saqueado todo o povo". O líder insurgente Francisco Sánchez ordenou que lhe entregassem todos os títulos de propriedades da cidade. A primeira cidade a ser tomada foi Juayúa, onde foi assassinado o latifundiário Emilio Radaelli; além disso, sua esposa foi estuprada e posteriormente assassinada. Também foi executado o coronel Mateo Vaquero, comandante local.
Em Izalco, o saldo do levante incluiu a execução do prefeito, Miguel Call, e do prefeito eleito, Rafael Castro. Na cidade de Colón, foram executados Efraín Alvarenga, secretário municipal, Damasio Cruz, agente da polícia e o comandante local, coronel Domingo Carlos Campos.

Existem diversas versões dos acontecimentos; no entanto, é bastante difícil assegurar que uma delas é a correta visto que muito poucos foram os sobreviventes da dita rebelião. Diz-se que os índios atacaram propriedades privadas e realizaram delitos e atos de vandalismo sobre povos inteiros; certamente, existem testemunhos que respaldam esta tese, mas existe a possibilidade de que oportunistas se uniram ao levante camponês para realizar atos criminosos. Não é possível nem confirmar nem desmentir de maneira conclusiva a participação de índios e camponeses no saque; a única coisa que se pode assegurar que o motivo fundamental dos eventos foi o levante contra o regime. Portanto, qualquer ato de ataque a propriedade privada, foi um apêndice do movimento em geral, convertendo-se em acontecimentos isolados ao objetivo dos camponeses.
Outra polêmica sobre aquele levante está relacionado com a relação dos camponeses e o PCS. A coincidência temporal de ambos os levantes e a semelhança das causas de cada um fazem pensar que estavam vinculados e, inclusive, coordenados. Algumas teorias afirmam que o PCS utilizou a situação de pobreza dos camponeses para convence-los de atuar em conjunto e se lançar contra o regime; pouco ou nada se conhece sobre a relação entre ambos os grupos e muito menos sobre negociações ou homólogos. Autores como Eric Ching, especialista no tema, afirmam que o levante camponês não pôde ser coordenado pelo PCS visto que o partido tinha demasiados problemas como dirigir uma insurreição a vários quilômetros de distância. Acrescenta-se, além disso, que pode ter havido uma terceira força lançando-se contra o regime, a qual se tratava de sindicatos inconformados com a política salarial no setor formal.
De qualquer forma, o governo não fez distinção entre um ou outro movimento, tendo atuado da mesma maneira em ambos os casos.

### Reação do governo
O governo não tardou em reagir, recuperando o controle do território salvadorenho em alguns dias, or meio de um destacamento militar com o objetivo de subjugar todos os rebeldes.
O general José Tomás Calderón usufruiu de armamentos e tropas em abundância:

O emprego de armamento superior foi decisivo no confronto e os relatos falam de "ondas de índios, varridas por metralhadoras". Em seguida, veio uma severa repressão, executada tanto por unidades do exército, a polícia e a Guarda Nacional, como por voluntários organizados em "guardas civis".

Historia de El Salvador, Tomo II, pág. 133, Convenio Cultural México-El Salvador, Ministerio de Educación, 1994.
As guardas civis eram pessoas voluntárias que se colocavam a serviço das forças de segurança para colaborar nas patrulhas e em caso de necessidade, combater junto com os militares.
Os cadáveres empilhados na rua foram uma cena comum naqueles dias; apesar dos esforços para se aproximar de uma cifra precisa de falecidos nas setenta e duas horas posteriores ao levante, não se pode assegura um número concreto, ainda que vários historiadores concordem que foram ao redor de vinte e cinco mil pessoas falecidas. Aqueles que sobreviveram mas foram capturadas, foram submetidos a julgamentos e acabaram inevitavelmente condenados a morte.
Após a rebelião, foi enforcado o líder camponês Francisco Sánchez, enquanto que seu homólogo, Feliciano Ama, foi linchado e pendurado seu corpo na presença de crianças de uma escola.
Neste contexto, a esposa de Feliciano Ama narrou a sua filha, Julia Ama, os acontecimentos da seguinte maneira:

Próximo onde ficavam os animais mataram seu pai, e não pude reclamar. Até tinha um carro que carregava todos os mortos que matavam no dia e os traziam a estes lugares.

Esposa de Feliciano Ama.
Ao redor de Izalco, todos que se encontravam carregando um facão, todos aqueles que tinham fortes traços da raça indígena ou que vestiam trajes indígenas, eram acusados de subversão e considerados culpados. Para facilitar a tarefa das forças de segurança, foram convidados todos aqueles que não tinham participado da insurreição, que se apresentavam ao comando para obter documentos que os legalizavam como inocentes. Quando chegaram foram examinados, e os que apresentavam as características indígenas, foram presos. Foram fusilados em grupos de cinquenta no muro da Igreja da Assunção. Na praça em frente ao comando, vários foram obrigados a cavar uma tumba comum, na qual foram despejados após serem metralhados. As casas daqueles considerados culpados foram queimadas e seus sobreviventes foram também metralhados.
Segundo o comandante da operação, o saldo de membros do PCS assassinados foi de 4.800 pessoas, ainda que este dado seja muito difícil de verificar.
Dez dias depois do levante, ancoraram no Porto de Acajutla os barcos de guerra Skeena e Wancouver (britânicos) e Róchester (estadunidense), os quais foram enviados com a missão de proteger os interesses de seus compatriotas residentes ou investidores em El Salvador. O chefe de operações de El Salvador, lhes respondeu com uma mensagem que dizia:

O chefe de operação da área ocidental da república, general de divisão José Tomás Calderón, saúda atentamente em nome do governo do general Martínez e em seu próprio, o almirante Smith e comandante Brandeur, dos barcos de guerra Rochester, Skeena e Wancouver, e tem o prazer de comunicar que a paz em El Salvador está restabelecida, que a ofensiva comunista foi totalmente abatida e dispersa e que chegará ao completo extermínio; que estão liquidados quatro mil e oitocentos bolcheviques.

José Tomás Calderón.
Após o conflito, os sobreviventes buscaram fugir até a Guatemala; como resposta, o presidente Jorge Ubico, ordenou o fechamento da fronteira, entregando ao exército salvadorenho todo aquele que tentasse cruzar até o país vizinho.
Como forma de solução para o conflito, em 11 de julho de 1932, o parlamento salvadorenho emitiu o decreto legislativo 121, cujo artigo número 2 dispunha:

Da mesma forma, se concede ampla e incondicional anistia a todos os funcionários, autoridades, empregados, agentes da autoridade, e qualquer outra pessoa civil ou militar, que de alguma maneira aparentem ser responsáveis de infrações a leis, que possam se conceituar como delitos de qualquer natureza, ao proceder em todo o país o restabelecimento da ordem, repressão, perseguição, castigo e captura dos suspeitos no delito de rebelião do presente ano.

Artigo Número 2 do decreto legislativo 121, de 11 de julho de 1932.

## Sequelas do levante camponês
Após sufocar a rebelião, o governo de Hernández Martínez iniciou um processo de repressão até os opositores, e utilizou os cartórios eleitorais para amendrontar ou levar à justiça quem tinha se declarado oponentes do governo.
Na parte indígena, os acontecimentos trouxeram consigo o extermínio da maioria da população falante do náhuatl, o qual tem influenciado na perda quase total desta língua em El Salvador. Os povos indígenas abandonaram muitas de suas tradições e costumes por temerem serem capturados. Muitos dos índios que não participaram do levante manifestaram não compreender o motivo da perseguição governamental. A vestimenta e muitos dos costumes indígenas foram evitados para não serem vítimas do conflito.
Após os acontecimentos, Alfredo Schlesinger, simpatizante do governo de Hernández Martínez, escreveu um livro intitulado "A verdade sobre o comunismo", no qual contava a história segundo a versão oficial. Mais tarde, o mesmo Schlesinger escreveu outro livro, intitulado "Revolução comunista", e que foi publicado em 1946, onde reafirmava o que disse no primeiro. Algumas partes dos livros foram fortemente criticadas por encobrir os acontecimentos; ainda há também críticas por exagerar os acontecimentos. Em geral, as críticas indicam que as cifras de mortos são muito menores que as reais e que se descrevem atos de vandalismo por parte dos rebeldes que, na realidade, não ocorreram.
Com o passar dos anos, os povos indígenas foram desaparecendo até se encontrarem no século XXI em uma condição de quase extinção. Na década seguinte às consequências do levante, a presença militar na área foi persistente com o objetivo de manter baixo o controle dos camponeses para que não se repetisse os eventos. Passada a ditadura de Hernández Martínez, o método para conter o descontentamento camponês mudou, indo da repressão a reformas sociais que os beneficiassem ao menos momentaneamente.
Foi em 1960 quando os governos militares destruíram documentos que serviriam para conhecer muitos detalhes das prisões, julgamentos e pesquisas. Muitos anos depois, o governo de El Salvador não pediu perdão pelos acontecimentos ocorridos, apesar de ter sido solicitado em diversas ocasiões.

## Comemorações
Em Izalco, a cada 22 de janeiro, são lembrados os acontecimentos de 1932, sendo um dos protagonistas o irmão de Feliciano Ama, Hijilio Marciano ama, nascido em 1912. Desde a assinatura dos acordos de paz, foram realizados atos públicos nos quais participam idosos que presenciaram os acontecimentos. A cobertura dos meios de comunicação é moderada, mas usufrui da colaboração das autoridades municipais para fazerem alguma homenagem a todos os falecidos naqueles eventos. Em datas comemorativas, são escutados testemunhos daqueles que viveram os acontecimentos, relatando como morreu uma grande quantidade de pessoas consideradas inocentes. O propósito é o de nunca se esquecer o que aconteceu, para que não se repita no futuro.
No ato celebrado em 2006, Julia Ama declarou que:

Já estou cansada de que nos chamem de comunistas, me dói profundamente, a mim me dói no fundo de meu coração que me digam que sou comunista. Em si a palavra não me diz nada de ruim, mas a temos associado com outro significado que, querendo ou não, incomoda a alguém.

Julia Ama, filha do líder indígena, Feliciano Ama.
Durante a comemoração de 2007, foi formada uma comissão que investigará tendo como base documentos, testemunhos e relatos de nível nacional como internacional, os acontecimentos de janeiro de 1932. A comissão é formada por David Mansin, Concepción Saucedo, Juliana Ama, Salvador Menéndez Leal, Alonso García, Benjamin Cuéllar e Robin Delugan. Cabe ressaltar que os resultados de tal investigação não tem nenhuma implicação legal e não serão supervisionados nem ratificados por nenhum organismo oficial.
Por outro lado, o partido de direita Aliança Republicana Nacionalista (ARENA), fundado por Roberto d’Aubuisson, inicia suas campanhas eleitorais em Izalco, palco emblemático dos acontecimentos de 1932. O hino do partido diz "El Salvador será a tumba onde os vermelhos terminarão". O início da campanha eleitoral no mesmo local do levante provoca diversas críticas na oposição; no entanto, não existe alguma lei que os proíba, o que faz com que as reclamações não passem de uma mera condenação moral.
Para alguns, o levante camponês constitui o primeiro movimento marxista-leninista latino-americano, o qual seria seguido pelos partidos socialistas de toda a região. É descrito como “marco” e é citado como exemplo em diversas atividades acadêmicas de organizações de esquerda.

## O levante camponês de 1932 na ficção
A novela "Cinzas de Izalco" (Cenizas de Izalco), de Claribel Alegria e Darwin J. Flakoll, narra o romance clandestino de uma dama salvadorenha de vida burguesa com um viajante estadunidense na época do levante camponês de 1932; contudo, o contexto problemático social e político fica relegado para segundo plano até o final da obra, onde o viajante se vê preso no lugar dos acontecimentos, como testemunha ocular dos mesmos.
Em um dos capítulos da novela Catleya Luna, de Salarrué, é descrito o levante camponês de 1932 ao apresentar um homem comprometido com a revolta indígena, que decide se esconder da repressão das forças de segurança na casa de seu antigo patrão, para quem conta suas experiências vividas como participante do movimento de insurreição.

## Filmografia relacionada
O cineasta Daniel Flores y Ascencio, dirigiu o documentário "Ama, a memória do tempo" (Ama, la memoria del tiempo), que foi lançado em Izalco, em 22 de janeiro de 2002. O documentário é baseado na narração de Juan Ama, sobrinho de Feliciano Ama.
La Prensa Gráfica, jornal local, apresentou no salão amarelo do Palácio Nacional, o documentário "As faces do poder" (Los rostros del poder), onde é narrada parte da gestão de Hernández Martínez, assim como seus feitos em matéria de legislação e infra-estrutura.
O cineasta Carlos Henríquez Consalvi dirigiu em 2005 o documentário "1932, cicatriz da memória" (1932, cicatriz de la memoria). Ele o descreve como:

Este é um memorial para o encontro, para nunca nos esquecermos, para honrar sua memória, lhe devolver sua dignidade, não permitir que o horror se repita e lançar as bases para uma cultura de paz e reconciliação.

Carlos Henríquez Consalvi.